# Augny
Augny és un municipi francès, situat al departament del Mosel·la i a la regió del Gran Est. L'any 2007 tenia 2.403 habitants.

## Demografia

### Població
El 2007 la població de fet d'Augny era de 2.403 persones. Hi havia 727 famílies, de les quals 155 eren unipersonals (46 homes vivint sols i 109 dones vivint soles), 230 parelles sense fills, 292 parelles amb fills i 50 famílies monoparentals amb fills.
La població ha evolucionat segons el següent gràfic:
Habitants censats

### Habitatges
El 2007 hi havia 778 habitatges, 744 eren l'habitatge principal de la família, 2 eren segones residències i 32 estaven desocupats. 630 eren cases i 146 eren apartaments. Dels 744 habitatges principals, 526 estaven ocupats pels seus propietaris, 213 estaven llogats i ocupats pels llogaters i 5 estaven cedits a títol gratuït; 1 tenia una cambra, 19 en tenien dues, 85 en tenien tres, 138 en tenien quatre i 502 en tenien cinc o més. 655 habitatges disposaven pel capbaix d'una plaça de pàrquing. A 323 habitatges hi havia un automòbil i a 387 n'hi havia dos o més.

### Piràmide de població
La piràmide de població per edats i sexe el 2009 era:
| Homes | Edats   | Dones |
| ----- | ------- | ----- |
| 0     | 95 o +  | 4     |
| 0     | 90 a 94 | 8     |
| 8     | 85 a 89 | 0     |
| 0     | 80 a 84 | 12    |
| 20    | 75 a 79 | 20    |
| 32    | 70 a 74 | 44    |
| 16    | 65 a 69 | 32    |
| 36    | 60 a 64 | 44    |
| 48    | 55 a 59 | 32    |
| 40    | 50 a 54 | 52    |
| 68    | 45 a 49 | 56    |
| 72    | 40 a 44 | 76    |
| 80    | 35 a 39 | 60    |
| 49    | 30 a 34 | 60    |
| 88    | 25 a 29 | 76    |
| 52    | 20 a 24 | 44    |
| 72    | 15 a 19 | 76    |
| 84    | 10 a 14 | 92    |
| 60    | 5 a 9   | 48    |
| 32    | 0 a 4   | 36    |

## Economia
El 2007 la població en edat de treballar era de 1.810 persones, 1.433 eren actives i 377 eren inactives. De les 1.433 persones actives 1.370 estaven ocupades (876 homes i 494 dones) i 63 estaven aturades (26 homes i 37 dones). De les 377 persones inactives 111 estaven jubilades, 167 estaven estudiant i 99 estaven classificades com a «altres inactius».

### Ingressos
El 2009 a Augny hi havia 685 unitats fiscals que integraven 1.837,5 persones, la mediana anual d'ingressos fiscals per persona era de 21.744 €.

### Activitats econòmiques
Dels 254 establiments que hi havia el 2007, 1 era d'una empresa extractiva, 2 d'empreses alimentàries, 1 d'una empresa de fabricació de material elèctric, 13 d'empreses de fabricació d'altres productes industrials, 30 d'empreses de construcció, 122 d'empreses de comerç i reparació d'automòbils, 4 d'empreses de transport, 18 d'empreses d'hostatgeria i restauració, 2 d'empreses financeres, 12 d'empreses immobiliàries, 20 d'empreses de serveis, 17 d'entitats de l'administració pública i 12 d'empreses classificades com a «altres activitats de serveis».
Dels 50 establiments de servei als particulars que hi havia el 2009, 1 era una oficina de correu, 5 tallers de reparació d'automòbils i de material agrícola, 1 taller d'inspecció tècnica de vehicles, 5 paletes, 1 guixaire pintor, 7 fusteries, 8 lampisteries, 1 electricista, 2 empreses de construcció, 3 perruqueries, 10 restaurants, 2 agències immobiliàries, 1 tintoreria i 3 salons de bellesa.
Dels 70 establiments comercials que hi havia el 2009, 2 eren supermercats, 2 grans superfícies de material de bricolatge, 2 fleques, 2 botigues de congelats, 1 una peixateria, 11 botigues de roba, 5 botigues d'equipament de la llar, 4 sabateries, 3 botigues d'electrodomèstics, 17 botigues de mobles, 10 botigues de material esportiu, 6 botigues de material de revestiment de parets i terra, 3 drogueries, 1 una perfumeria i 1 una joieria.
L'any 2000 a Augny hi havia 13 explotacions agrícoles que ocupaven un total de 1.136 hectàrees.

## Equipaments sanitaris i escolars
L'únic equipament sanitari que hi havia el 2009 era una farmàcia.
El 2009 hi havia 1 escola maternal i 1 escola elemental.

## Poblacions més properes
El següent diagrama mostra les poblacions més properes.